# Балчишка-Тузла
Балчи́шка-Ту́зла (Балчишка-Со́лница, Балчишко-Бла́то, Ту́злата) (болг. Балчишка тузла, Балчишка солница, Балчишко блато, Тузлата) — лагуна или лиманное озеро у побережья Чёрного моря, месторождение лечебной грязи, курорт и грязелечебница в Северо-Восточной Болгарии.

## Озеро
Озеро оползневого происхождения расположено в северной части болгарского побережья Чёрного моря, примерно в 5 км к востоку от Балчика. Название происходит от тюркских слов balčik (грязь, ил) и tuz (соль). Вода озера по концентрации соли близка к воде Мертвого моря: её соленость составляет от 28 ‰ в восточной части до 160 ‰ в западной части. Дно озера покрыто слоем ила серого до чёрно-серого цвета с запахом сероводорода. Лечебная грязь со дна озера и местная минеральная вода используются для бальнеологического лечения.

## Лечебная грязь
Лечебные свойства лиманной грязи Балчишка-Тузлы известны и используются с XVIII века. Общий объём месторождения грязи оценивается в 26 тысяч тонн, при этом ежегодно слой увеличивается на 5-6 мм, что эквивалентно 200 тонн новой грязи. Грязь из озера высокоминерализованная, до 35 г/кг, со средним содержанием сульфидов и значительным количеством хлоридов, сульфатов и магния в растворимой форме, жирная, с крупными частицами. Жидкая фракция грязи натриево-магниево-хлоридная с содержанием солей до 83 г/кг, минерализация её зависит от уровня воды в озере и в колеблется в зависимости от сезона и места забора проб от 37 до 66 г/кг. Состав солей в воде лимана совпадает с питающей озеро морской водой, концентрация колеблется от 43 г/кг до 64 г/кг.
Грязь имеет хорошие физико-химические свойства и может быть использована даже без предварительной очистки. При этом уровень засорения грязи высокий, до 8-9 %, и обусловлен присутствием мидий, песка и кристаллов размером до 0,25 мм. В жаркие летние месяцы высокая концентрация сульфатов (до 8 г/кг) приводит к образованию кристаллов гипса, которые из-за различий в теплоёмкости могут стать причиной ожогов в процессе принятия грязевых процедур. Физические свойства грязи значительно улучшаются после очистки.

## Бальнеологический центр
С 1955 года вблизи озера находится санаторий с бальнеологическим центром — специализированной лечебницей для реабилитации. Учреждение специализируется на лечении заболеваний опорно-двигательного аппарата, периферической и центральной нервной системы, гинекологических, кожных заболеваний, болезней обмена веществ. В душевые и фонтаны лечебницы поступает сульфидная гипотермальная (температура 33 ° C) минеральная вода слабой минерализации.
Сектор для свободного посещения и принятия грязевых процедур в озере разделен стеной на мужскую и женскую зоны и оборудован необходимыми удобствами.